# Sovolusky (okres Pardubice)
Sovolusky (německy Soblitz) jsou obec v okrese Pardubice v Pardubickém kraji. Leží zhruba dvanáct kilometrů severovýchodně od Čáslavi, zhruba sedm kilometrů jižně od Přelouče a zhruba devět kilometrů západně od Heřmanova Městce. Žije zde 121 obyvatel. Východně od obce se nachází přírodní památka Skalka u Sovolusk.

## Popis
Jedná se o vesnici postupně narostlou v nepravidelném shluku budov kolem nepravidelné návsi na křižovatce cest. Zástavba pochází většinou z druhé poloviny 19. století. V současnosti je v obci je evidováno 57 domů.

## Historie
První písemná zmínka o Sovoluskách pochází z roku 1360.

## Přírodní poměry
Zhruba 300 metrů severovýchodně od obce se nachází přírodní památka Skalka u Sovolusk, zhruba 1,5 kilometru jihozápadně se nad obcí Semtěš nachází terénní zbytky hradu ze třináctého století zvaného Hradiště nad Semtěší.

## Obyvatelstvo
| Rok            | 1869 | 1880 | 1890 | 1900 | 1910 | 1921 | 1930 | 1950 | 1961 | 1970 | 1980 | 1991 | 2001 | 2011 | 2021 |
| -------------- | ---- | ---- | ---- | ---- | ---- | ---- | ---- | ---- | ---- | ---- | ---- | ---- | ---- | ---- | ---- |
| Počet obyvatel | 250  | 241  | 265  | 243  | 238  | 207  | 173  | 120  | 127  | 109  | 98   | 96   | 124  | 120  | 115  |
| Počet domů     | 38   | 38   | 38   | 38   | 38   | 38   | 38   | 38   | 36   | 34   | 33   | 39   | 46   | 52   | 49   |

## Obecní správa
Mezi lety 1850–1985 byly Sovolusky obcí v okrese Čáslav (1850–1930), posléze v okrese Přelouč (1950) a později v okrese Pardubice. Od 1. ledna 1986 do 23. listopadu 1990 patřily jako část obce k Turkovicím a od 24. listopadu 1990 jsou opět samostatnou obcí.

### Obecní symboly
Znak a vlajka byly obci uděleny rozhodnutím předsedkyně Poslanecké sněmovny Parlamentu České republiky dne 12. dubna 2024.